# Eemeli Salomäki
Eemeli Salomäki (né le 11 octobre 1987 à Turku) est un athlète finlandais, spécialiste du saut à la perche.
Son meilleur saut est de 5,60 m à Espoo le 1er août 2009, performance qu'il a égalée deux fois en 2010, y compris aux Championnats d'Europe à Barcelone et en 2011 à Somero.